# Agăș (Trotuș)
Il fiume Agăș  è un affluente del fiume Trotuș in Romania.